# Từ Chí Ma
Từ Chí Ma (徐志摩; 1897-1931) là nhà thơ, nhà văn hiện đại thuộc Phái Tân Nguyệt vào thời Trung Hoa Dân Quốc, đồng thời cũng là anh họ của tiểu thuyết gia võ hiệp Kim Dung.

## Tiểu sử
Từ Chí Ma còn có tên hiệu là Trương Tự, tên tự Dửu Sâm, ấu danh Hữu Thân, sau đổi thành Chí Ma, là nhà thơ, sinh trưởng trong gia đình khá giả và có thời gian du học tại Anh.
Cả một đời theo đuổi tình yêu (“Ái”), “Tự do” và “Mỹ” (lời của Hồ Thích) đã đem lại rất nhiều cảm hứng sáng tạo nhưng cũng hủy cuộc đời ông. Từ Chí Ma chủ trương thơ mới và có những đóng góp quan trọng cho sự phát triển của thơ mới Trung Quốc. Ông cùng những người bạn Hồ Thích, Văn Nhất Đa, Lương Thực Thu (梁實秋), Trần Nguyên Đẳng (陳源等) cùng thành lập một hội quán văn học：Tân Nguyệt Thi Phái hay Phái Tân Nguyệt.

## Học vấn
- Trường Trung học cấp cao Hàng Châu
- Đại học Hỗ Giang
- Đại học Thiên Tân
- Đại học Bắc Kinh
- Đại học Columbia
- Đại học London
- Đại học Cambridge

## Tác phẩm
- Lá rụng (落叶, 1926), tập tản văn
- Thơ Chí Ma (志摩的诗, 1927), tập thơ
- Một đêm ở Firenze (翡冷翠的一夜, 1927), tập thơ
- Tự mổ xẻ (自剖, 1928), tập tản văn
- Mãnh hổ tập (猛虎集, 1928), tập thơ
- Thu (秋, 1931), tập tản văn
- Vân du (云游, 1931), tập thơ
- Ái mi tiểu trát (爱眉小札, 1936), tập tản văn